# Arbo
Arbo es un municipio español perteneciente a la provincia de Pontevedra, en la comunidad autónoma de Galicia. Es conocido por sus vinos (tanto blanco como tinto) y por la lamprea, que forma parte de la gastronomía tradicional de este pueblo. Desde la época romana este curioso animal es pescado en el río Miño mediante un método de pesca muy antiguo.
El último fin de semana de abril, todos los años, se celebra la fiesta gastronómica que tiene como protagonista dicho manjar.
Este ayuntamiento cuenta con un centro de interpretación del vino y la lamprea "Arabo" donde el visitante puede adentrarse en el mundo del vino y la lamprea. También cuenta con el puente internacional sobre el río Miño que une Arbo con la vecina villa portuguesa de Melgaço.

## Geografía
- Altitud: 100 m s. n. m.
- Latitud: 42°7′ N
- Longitud: 8°19′ O
- Superficie: 43,3 km²

## Límites
El término municipal de Arbo limita con los siguientes municipios:
| As Neves          | A Cañiza           | A Cañiza           |
| As Neves          |                    | Crecente           |
| Monção (Portugal) | Melgaço (Portugal) | Melgaço (Portugal) |

## Geografía humana

### Demografía
Cuenta con una población de 2636 habitantes (INE 2024).
| Gráfica de evolución demográfica de Arbo entre 1842 y 2021                                                            |
| |
| Población de derecho según los censos de población del INE. Población de hecho según los censos de población del INE. |

### Organización territorial
El municipio está formado por ciento cuarenta y tres entidades de población distribuidas en seis parroquias:
- Arbo[3] (Santa María P.)[5][6]
- Barcela[3] (San Juan P.)[7][8]
- Cabeiras[3] (San Sebastián P.)[9][10]
- Cequelinos[3] (San Miguel P.)[11][12]
- Mourentán[3] (San Cristóbal P.)[13][14]
- Sela[3] (Santa María P.)[15][16]

## Cultura y leyendas
En Arbo se puede ver, unas de las danzas más antiguas, la danza blanca gallega, que se baila a la patrona de la parroquia de Arbo, (Virgen del Libramiento de Arbo), que va tirada por un carro con bueyes, y que se celebra todos los años el segundo domingo de septiembre.
La leyenda cuenta que San Fins y San Felipe eran dos de los siete hermanos a los que le correspondía un monte del entorno. A la muerte de uno -San Telmo- se había ahogado en el Río Miño y no lograría salir con vida y su cuerpo llegó a Tui, los demás decidieron subir al alto de un monte para vigilarlo y recuperar su cuerpo. En cada cima a donde subieron hoy existe una ermita, dos de ellas es la de San Fins y la otra en San Felipe, los dos en Arbo, uno junto al límite municipal de As Neves.

## Música
En arbo se encuentran grupos musicales como por la  Asociación Cultural A Vella Barca o la Asociación Cultural Barca de Loimil  de baile y música tradicional gallego y la banda de música municipal de Arbo. Esta última ha sido merecedora de numerosos premios en los últimos años, algunos de los cuales son los siguientes:
- Certamen de música internacional de Valencia 1999 - 1.er Premio y mención de honor (3.ª sección).
- Certamen internacional de Valencia 2001 - 2° Premio (2.ª sección).
- II Certamen Provincial de Pontevedra 2002 - l°Premio y mención de honor (3.ª sección).
- III Certamen Provincial de Pontevedra 2003- l°premio (3°sección).
- IV Certamen Provincial de Pontevedra 2004- 1 °Premio y Mención de honor (3.ª sección).
- VI Certamen provincial de Pontevedra 2006- 1°Premio (3.ª sección).
- I Certamen de Bandas de música, zona sur 2008- l°Premio (3.ª sección).
- II Certamen de Bandas de Música, zona sur 2009- 2°premio (3.ª sección).
- lII Certamen de bandas de música, zona sur 2010- 2° premio (3.ª sección).
- XII Certamen provincial de bandas de música 2012- 1.er premio (3.ª sección).
- IX  Certame  galego de Bandas de música populares 2015- 2.º Premio (3.ª Sección)

## Fiestas
La Fiesta de la lámprea es una fiesta gastronomíca que se celebra el último fin de semana de abril, y está declarada Fiesta de Interés Turístico Internacional.
Además hay varias fiestas en arbo por ejemplo: San Benito abad en julio, San Pedro julio, San fins es una romería que se celebra todos los años el 1 de agosto, San Felipe, fiesta de la lámprea seca agosto, San Roque patrón del municipio de Arbo en agosto, la fiesta ala virgen del libramiento de arbo, que se celebra el segundo domingo septiembre y etc.y San Lorenzo el 9 y 10 de agosto,en sande.

## Deportes
En cuanto a deportes destaca el equipo de fútbol local que es el Arbo cf, que juega en 3.ª regional gallega. También un equipo juvenil que ascendió en la temporada 2010/2011 por primera vez un equipo de las categorías inferiores del Arbo C.F al quedar primero a cinco puntos de segundo. Además también es muy común ver actividades de raffting o canoas, ya que en la zona hay varias empresas dedicadas a esto.
Cuenta además, con piscinas públicas municipales, campo de fútbol de césped artificial y pabellón polideportivo.

## Administración
El ayuntamiento está administrado por 5 concejales del PP, 3 del BNG y 3 del AIAR
| Periodo   | Nombre                                                               | Partido       |
| --------- | -------------------------------------------------------------------- | ------------- |
| 1979-1983 | Hermenegildo Rivero                                                  | UCD           |
| 1983-1987 | Hermenegildo Rivero                                                  | Independiente |
| 1987-1991 | Hermenegildo Rivero                                                  | AP            |
| 1991-1995 | Manuel Rivera Domínguez                                              | IPPA          |
| 1995-1999 | Manuel Rivera Domínguez                                              | PP            |
| 1999-2003 | Manuel Rivera Domínguez                                              | PP            |
| 2003-2007 | Manuel Rivera Domínguez                                              | PP            |
| 2007-2011 | Manuel Rivera Domínguez                                              | PP            |
| 2011-2015 | Xavier Simón Fernández (hasta junio del 2014) / Horacio Gil Expósito | BNG / PP      |
| 2015-2019 | Horacio Gil Expósito                                                 | PP            |
| 2019-2023 | Horacio Gil Expósito                                                 | PP            |

En el 2011 por primera vez en dos décadas el PP pierde su mayoría absoluta y se forma un gobierno de coalición formado por el BNG y AIAR, con rotación de mandato a los 2 años. Xavier Simón (BNG) es el primer alcalde del municipio con el apoyo de los tres concelleiros de AIAR. En el 2013, tras una dimisión del teniente alcalde y número 1 de AIAR y posteriormente la renuncia de su número 2, José Simón, a querer asumir la alcaldía que le correspondía por rotación de mandato dos de sus concejales rompen el pacto de gobierno con el regidor Xavier Simón (que había abandonado el BNG meses después de ser investido alcalde). En el 2014 el PP presenta una moción de censura con el apoyo de dos concelleiros de AIAR y expulsan del gobierno municipal a Xavier Simón que contaba con el apoyo del BNG y la concejala de AIAr que no quiso romper el pacto de gobierno. La moción de censura se vence 7 a 4 y el nuevo regidor municipal desde junio del 2014 es Horacio Gil del PP. 

Los resultados de las elecciones municipales del año 2003 , 2007 y 2011 son:
| Elecciones municipales, 25 de mayo de 2003 |       |         |              |
| Partido                                    | Votos | %       | Concelleiros |
| PP                                         | 1.539 | 60,9 %  | 7            |
| BNG                                        | 711   | 28,14 % | 3            |
| PSdeG-PSOE                                 | 272   | 10,76 % | 1            |

| Elecciones municipales, 27 de mayo de 2007 |       |         |              |
| Partido                                    | Votos | %       | Concelleiros |
| PP                                         | 1.220 | 46,65 % | 6            |
| BNG                                        | 557   | 21,3 %  | 2            |
| AIAR                                       | 493   | 18,85 % | 2            |
| PSdeG-PSOE                                 | 337   | 12,89 % | 1            |

| Elecciones municipales, 22 de mayo de 2011 |       |         |              |
| Partido                                    | Votos | %       | Concelleiros |
| PP                                         | 1.060 | 44,74 % | 5            |
| BNG                                        | 585   | 24,69 % | 3            |
| AIAR                                       | 576   | 24,31 % | 3            |
| PSdeG-PSOE                                 | 141   | 5,95 %  | 0            |

## Infraestructuras
Arbo cuenta con un puente internacional que le une con la vecina población de Melgaço. 
También cuenta con una estación de tren, de la línea 6 de Media Distancia de RENFE en su conexión Vigo-León y también tiene parada en Arbo el tren Intercity que circula Madrid - Vigo.
| Línea | Servicio | Tren | Recorrido                                 | Estaciones |
| ----- | -------- | ---- | ----------------------------------------- | --- |
| 6     | MD       | 449  | Vigo - Orense - Monforte de Lemos \| León | Vigo-Guixar · Redondela · Louredo-Valos · O Porriño · Guillarei · Caldelas · Salvaterra · As Neves · Sela · Arbo · Pousa Crecente · Frieira · Filgueira · Ribadavia · Barbantes · Orense · Os Peares · San Pedro do Sil · San Estevo do Sil · Áreas · Canabal · Monforte de Lemos· León |

| Origen           | Paradas | Destino     | Frecuencias               |
| ---------------- | --- | ----------- | ------------------------- |
| Madrid-Chamartín | Valladolid-Campo Grande · Palencia · Sahagún · León · Veguellina de Órbigo · Astorga · Vega-Magaz · Bembibre · Ponferrada · Toral de los Vados · Quereño · Sobradelo · El Barco de Valdeorras · Villamartín de Valdeorras · La Rúa-Petín · San Clodio-Quiroga · Monforte de Lemos · Orense · Barbantes · Ribadavia · Filgueira · Frieira · Arbo · Las Nieves · Salvatierra · Caldelas · Guillarey · O Porriño · Redondela | Vigo-Guixar | 1 tren diario por sentido |

Por su término municipal transcurre la carretera provincial PO-400.